# Индивидуализам
Индивидуализам је филозофски правац мишљења, осећања и хтења који истиче да је човек одвојен и другачији од других и да је целовита и недељива личност. Индивидуализам подразумева особен систем вредности, теорију људске природе и одређена политичка, економска, социјална и верска уверења и ставове. По индивидуалистима, све вредности морају се сагледавати кроз призму човека, индивидуе, којој се приписује највиши значај. Као теорија људске природе, индивидуализам инсистира на томе да ће интереси нормалне одрасле јединке на најбољи начин бити задовољене ако се јединки дозволи максимална слобода, уз одговорност за одабир циљева и средстава којима ће те циљеве постићи.
Индивидуалисти промовишу остваривање својих циљева и жеља и вреднују независност и самопоуздање и залажу се за то да интереси појединца треба да имају предност над државом или друштвеном групом док се супротстављају спољном мешању у сопствене интересе друштва или институција попут владе. Индивидуализам се често дефинише као контраст тоталитаризма, колективизма и корпоративних друштвених облика.
Индивидуализам чини појединца својим фокусом и стога почиње „са основном премисом да је људска јединка од примарног значаја у борби за ослобођење“. Анархизам, егзистенцијализам, либерализам и либертаријанизам су примери покрета који људског појединца узимају као централну јединицу анализе. Индивидуализам укључује „право појединца на слободу и самоостварење“.
Индивидуализам је коришћен као израз који означава „квалитет постојања појединца; индивидуалност”, у смислу „поседовања индивидуалних карактеристика; особености”. Индивидуализам је такође повезан са уметничким и боемским интересима и стиловима живота где постоји тенденција ка самостварању и експериментисању за разлику од традиције или популарних масовних мишљења и понашања, као што су хуманистичка филозофска становишта и етика.

## Етимологија
У енглеском језику реч индивидуализам први пут је уведена као пежоратив утопијских социјалиста попут Овенита крајем 1830-их, иако је нејасно да ли је на њих утицао свети симонијанизам или су то самостално смислили. Позитивнија употреба израза у Британији нашла је примену у списима Џејмса Елишаме Смита, који је био миленаријаниста и хришћански израелит. Иако је био рани следбеник Роберта Овена, он је на крају одбацио његову идеју колективног власништва и у индивидуализму пронашао „универзализам” који је омогућио развој „изворног генија”. Без индивидуализма, Смит је тврдио да појединци не могу стећи имовину како би повећали своју срећу. Вилијам Макал, још један унитаријански проповедник и вероватно Смитов познаник, дошао је нешто касније, иако под утицајем Џона Стјуарта Мила, Томаса Карлајла и немачког романтизма, до истих позитивних закључака у свом делу Елементи индивидуализма из 1847. године.

## Индивидуа
Индивидуа је особа или било који одређени предмет у збирци. У 15. веку и раније, а такође и данас у областима статистике и метафизике, појединац значи „недељив“, типично описујући било коју нумерички јединствену ствар, али понекад значи „особа“ као у „проблему властитих имена“. Од 17. века појединац указује на одвојеност, као у индивидуализму. Индивидуалност је стање или квалитет постојања као индивидуално биће; особа одвојена од свега са јединственим карактером поседујући своје потребе, циљеве и жеље у поређењу са другим особама.

### Принцип индивидуације
Принцип индивидуације, или principium individuationis, описује начин на који се ствар идентификује као другачија од других ствари. За Карла Јунга, индивидуација је процес трансформације, при чему се лично и колективно несвесно доводи у свест (помоћу снова, активне имагинације или слободне асоцијације примрера ради) како би се асимилирало у читаву личност. То је потпуно природан процес неопходан за интеграцију психе. Јунг је сматрао да је индивидуација централни процес људског развоја. У делу Психичка и колективна индивидуација, Гилберт Симондон је развио теорију индивидуалне и колективне индивидуације у којој се индивидуални субјект посматра као последица индивидуације, а не као узрок. Тако се појединачни атом замењује бесконачним онтолошким процесом индивидуације. Индивидуација је увек недовршен процес, који увек оставља „прединдивидуалну“ заосталу тачку, која сама по себи омогућава будуће индивидуације. Филозофија Бернарда Стиглера ослања се и модификује рад Гилберта Симондона на индивидуацији, а такође и на сличним идејама у Фридриха Ничеа и Сигмунда Фројда. За Стиглера, "ја, као психичка индивидуа, могу бити посматран само у односу на нас, који смо колективни појединац. Ја је засновано на усвајању колективне традиције, коју наслеђује и у којој мноштво ја признају једно другом постојање."